# Rio Frasinu (Lotrioara)
O Rio Frasinu é um rio da Romênia, afluente do Lotrioara, localizado no distrito de Sibiu.